# Eligma javanica
Eligma javanica är en fjärilsart som beskrevs av Rothschild 1896. Eligma javanica ingår i släktet Eligma och familjen trågspinnare. Inga underarter finns listade i Catalogue of Life.